# Виды рода Сосна
- Список составлен на основе данных сайта Королевских ботанических садов Кью[1].
- Знаком × отмечены виды, имеющие гибридное происхождение.
- Синонимика видов в данном списке не приводится.

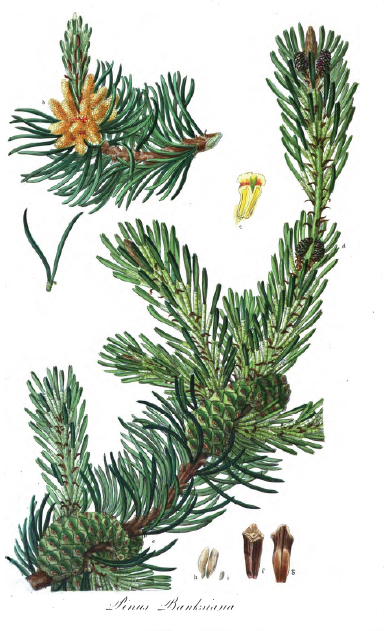
Сосна Банкса (Pinus banksiana). Ботаническая иллюстрация из книги Ламберта Description of the Genus Pinus, MDCCCXXXII

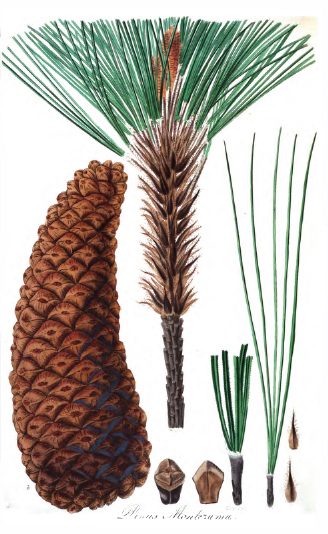
Сосна Монтесумы (Pinus montezumae). Ботаническая иллюстрация из книги Ламберта Description of the Genus Pinus, MDCCCXXXII

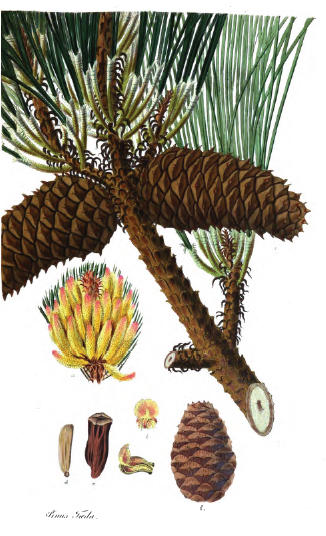
Сосна ладанная (Pinus taeda). Ботаническая иллюстрация из книги Ламберта Description of the Genus Pinus, MDCCCXXXII

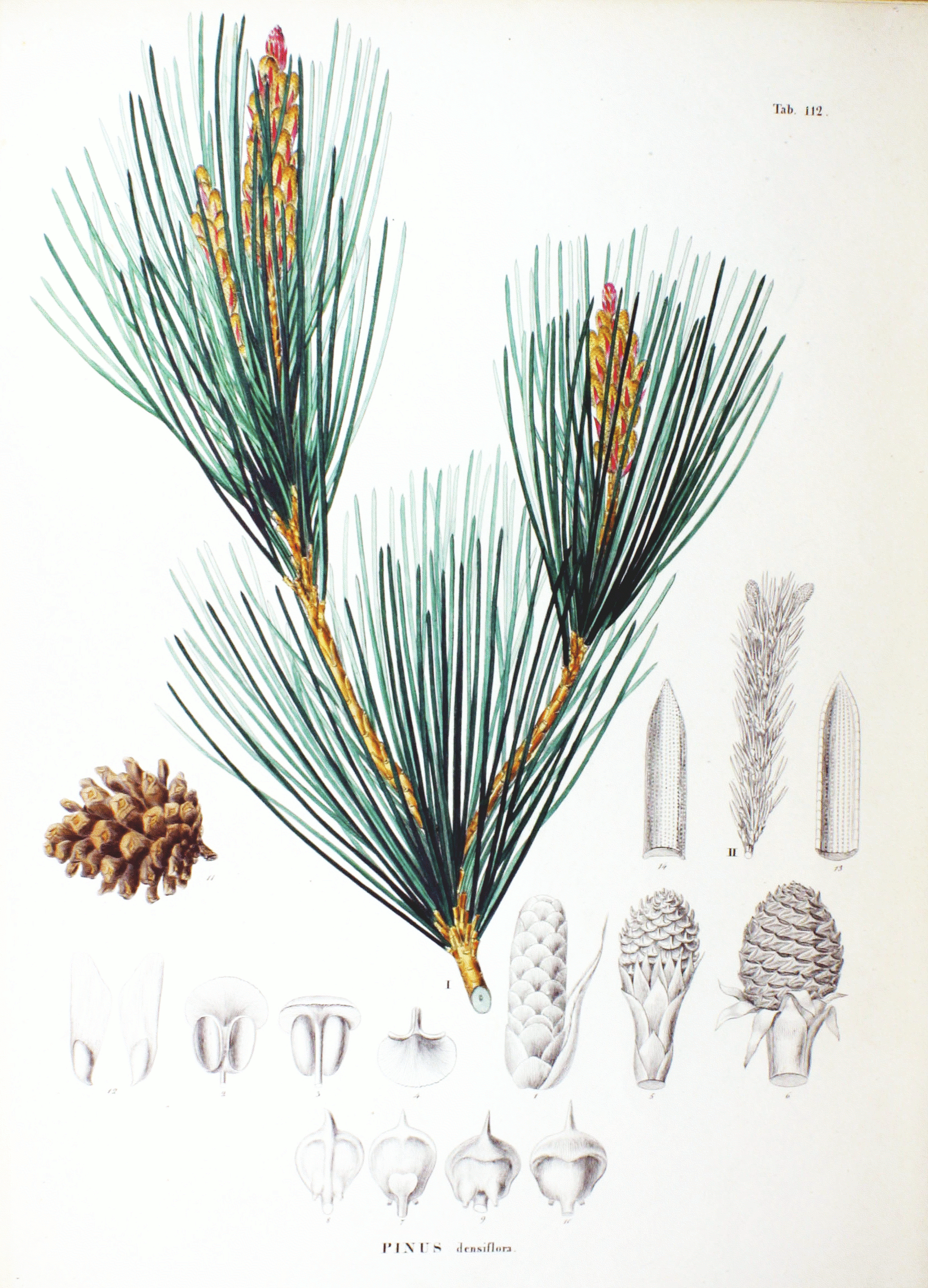
Сосна густоцветная (Pinus densiflora) Siebold & Zucc.. Ботаническая иллюстрация из книги Flora Japonica, Sectio Prima Зибольда и Цуккарини, 1870

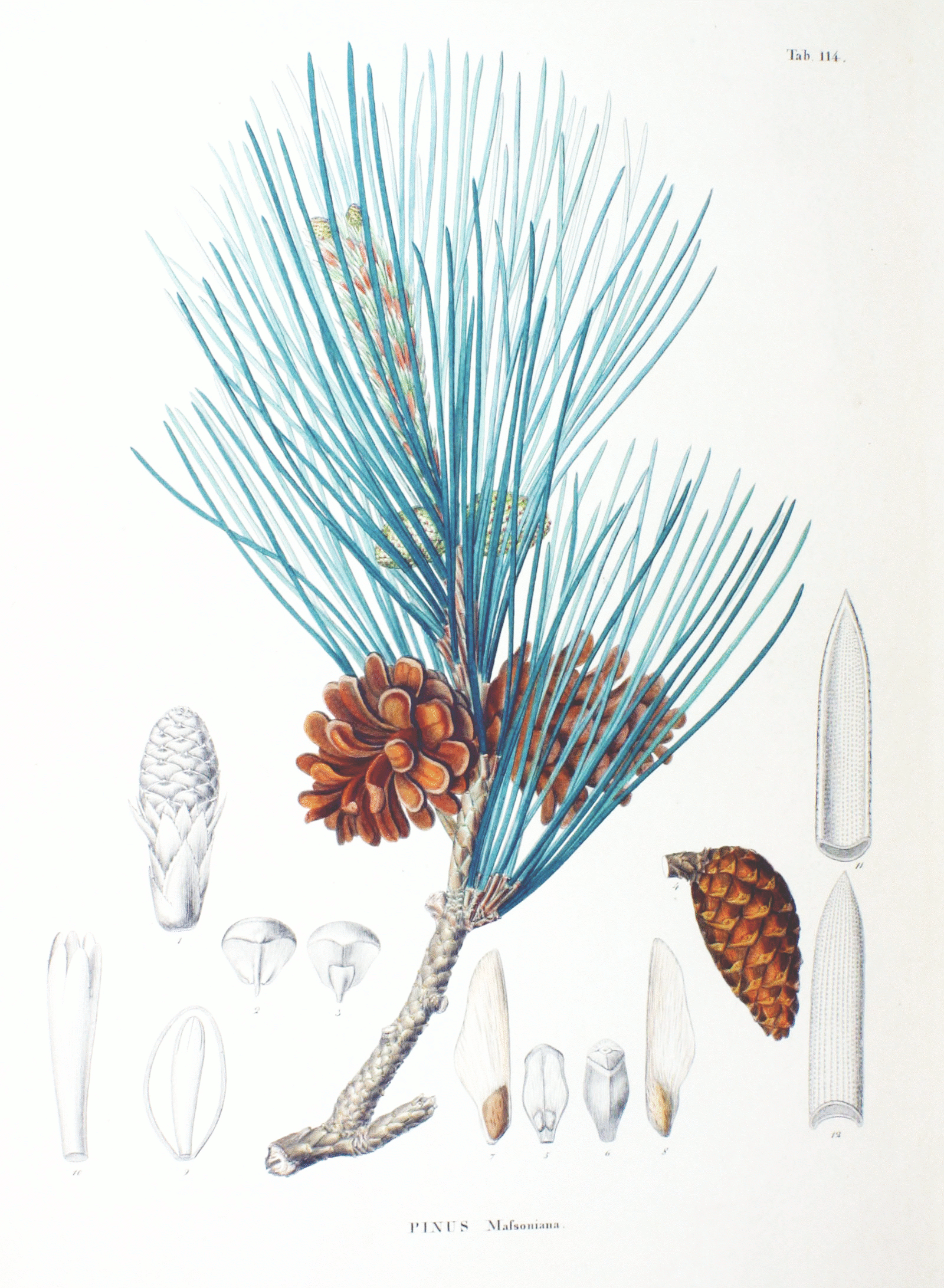
Сосна Массона (Pinus massoniana) Lamb.. Ботаническая иллюстрация из книги Flora Japonica, Sectio Prima Зибольда и Цуккарини, 1870

| A B C D E F G H I J K L M N O P R S T U V W Y Z |

## A
- Pinus albicaulis Engelm. (1863) — Сосна белокорая, или Сосна белоствольная[2]
- Pinus amamiana Koidz. (1924) — Сосна острова Амами, или Сосна якушиманская
- Pinus angulata Roezl (1857)
- Pinus apulcensis Lindl. (1839)
- Pinus aristata Engelm. (1862) — Сосна остистая
- Pinus arizonica Engelm. (1879) — Сосна аризонская
- Pinus armandi Franch. (1884) — Сосна белая китайская, или Сосна Армана
- Pinus ×ascendens Businský (2010) [Pinus mugo × Pinus uncinata]
- Pinus attenuata Lemmon (1892) — Сосна стройная, или Сосна утончённая[3]
- Pinus ×attenuradiata Stockw. & Righter (1946) [Pinus attenuata × Pinus radiata]
- Pinus ayacahuite Ehrenb. ex Schltdl. (1838) — Сосна веймутова мексиканская, или Сосна белая мексиканская[4]

## B
- Pinus balfouriana Balf. (1853) — Сосна Бальфура
- Pinus banksiana Lamb. (1803) — Сосна Банкса
- Pinus bhutanica Grierson, D.G.Long & C.N.Page (1980) — Сосна белая бутанская
- Pinus brutia Ten. (1811) — Сосна калабрийская, или Сосна турецкая
- Pinus bungeana Zucc. ex Endl. (1847) — Сосна Бунге, или Сосна кружевнокорая

## C
- Pinus canariensis C.Sm. (1828) — Сосна канарская
- Pinus caribaea Morelet (1851) — Сосна карибская
- Pinus ×celakovskiorum Asch. & Graebn. (1897) [Pinus mugo × Pinus sylvestris]
- Pinus cembra L. (1753) — Сосна кедровая европейская
- Pinus cembroides Zucc. (1832) — Сосна мексиканская, или Сосна кедровидная[2][4]
- Pinus ×cerambycifera Businský (2003) [Pinus hwangshanensis × Pinus massoniana]
- Pinus cernua P.K.Lôc ex Aver., K.S.Nguyen & T.H.Nguyên (2014) — Сосна плакучая
- Pinus clausa (Chapm. ex Engelm.) Vasey ex Sarg. (1884) — Сосна песчаная, или Сосна закрытая[3]
- Pinus contorta Douglas ex Loudon (1838) — Сосна скрученная[3]
- Pinus coulteri D.Don (1836) — Сосна Култера, или Сосна Культера[4]
- Pinus cubensis Griseb. (1862) — Сосна кубинская
- Pinus culminicola Andresen & Beaman (1961) — Сосна потосиская

## D
- Pinus dalatensis Ferré (1960) — Сосна белая вьетнамская
- Pinus densata Mast. (1906) — Сосна густая
- Pinus densiflora Siebold & Zucc. (1842) — Сосна густоцветная, или Сосна густоцветковая[2]
- Pinus ×densithunbergii Uyeki (1926) [Pinus densiflora × Pinus thunbergii]
- Pinus devoniana Lindl. (1839) — Сосна мичоаканская
- Pinus douglasiana Martínez (1943) — Сосна Дугласа
- Pinus durangensis Martínez (1942) — Сосна дурангоская

## E
- Pinus echinata Mill. (1768) — Сосна короткохвойная, или Сосна ежовая[2]
- Pinus edulis Engelm. (1848) — Сосна колорадская, или Сосна съедобная[2][4]
- Pinus elliottii Engelm. (1880) — Сосна Эллиота, или Сосна болотистая[2], или болотная[4]
- Pinus engelmannii Carrière (1854) — Сосна Энгельманна, или Сосна апачская

## F
- Pinus fenzeliana Hand.-Mazz. (1931) — Сосна белая хайнаньская
- Pinus flexilis E.James (1824) — Сосна мягкая, или Сосна калифорнийская[2]

## G
- Pinus georginae Pérez de la Rosa (2009)
- Pinus gerardiana Wall. ex D.Don (1832) — Сосна Джерарда, или Сосна Жерарда
- Pinus ghiesbrechtii Carrière (1867)
- Pinus glabra Walter (1788) — Сосна голая[3]
- Pinus greggii Engelm. ex Parl. (1868) — Сосна Грегга

## H
- Pinus ×hakkodensis Makino (1931) [Pinus parviflora var. pentaphylla × Pinus pumila]
- Pinus halepensis Mill. (1768) — Сосна алеппская
- Pinus hartwegii Lindl. (1839), или Сосна Хартвега
- Pinus heldreichii Christ (1863) — Сосна Гельдрейха
- Pinus henryi Mast. (1902) — Сосна Генри
- Pinus herrerae Martínez (1940) — Сосна Эрреры
- Pinus hwangshanensis W.Y.Hsia (1936) — Сосна хуаньшаньская

## J
- Pinus jaliscana Pérez de la Rosa (1983) — Сосна халискская
- Pinus jeffreyi Balf. (1853) — Сосна Жеффрея, или Сосна Джеффри[4][5]

## K
- Pinus kesiya Royle ex Gordon (1840) — Сосна островная, или хазийская, или кезия[4]
- Pinus koraiensis Siebold & Zucc. (1842) — Сосна корейская, или Корейский кедр
- Pinus krempfii Lecomte (1921) — Сосна Кремпфа

## L
- Pinus lambertiana Douglas (1827) — Сосна Ламберта, или Сосна сахарная[2]
- Pinus latteri Mason (1849) — Сосна тенассеримская, или Сосна Латтера
- Pinus lawsonii Roezl ex Gordon (1862) — Сосна Лоусона
- Pinus leiophylla Schiede ex Schltdl. & Cham. (1831) — Сосна гладколистная[3]
- Pinus ×litvinovii L.V.Orlova (2001) [Pinus sylvestris × Pinus tabuliformis]
- Pinus longaeva D.K.Bailey (1971) — Сосна остистая межгорная, или Сосна долговечная
- Pinus luchuensis Mayr (1894) — Сосна лючуская
- Pinus lumholtzii B.L.Rob. & Fernald (1895) — Сосна Лумхольтца
- Pinus luzmariae Pérez de la Rosa (1998)

## M
- Pinus massoniana Lamb. (1803) — Сосна Массона
- Pinus maximartinezii Rzed. (1964) — Сосна Мартинеса, или Сосна крупноплодная
- Pinus maximinoi H.E.Moore (1966), nom. cons. — Сосна Максимино
- Pinus merkusii Jungh. & de Vriese (1845) — Сосна суматранская
- Pinus monophylla Torr. & Frém. (1845) — Сосна однохвойная[3]
- Pinus montezumae Lamb. (1832) — Сосна Монтесумы, или Сосна белая, или Сосна Монтезумы[2]
- Pinus monticola Douglas ex D.Don (1832) — Сосна белая западная, или Сосна горная веймутова, или Сосна айдахская белая[2]
- Pinus morrisonicola Hayata (1908) — Сосна белая тайваньская
- Pinus mugo Turra (1764) — Сосна горная
- Pinus muricata D.Don (1836) — Сосна мягкоигольная, или Сосна мягкоигольчатая[4]
- Pinus ×murraybanksiana Righter & Stockw. (1949) [Pinus banksiana × Pinus contorta var. latifolia]

## N
- Pinus ×naxiorum Businský (2008) [Pinus densata × Pinus yunnanensis]
- Pinus ×neilreichiana Reichardt (1876) [Pinus nigra × Pinus sylvestris]
- Pinus nelsonii Shaw (1904) — Сосна Нельсона
- Pinus nigra J.F.Arnold (1785) — Сосна чёрная

## O
- Pinus occidentalis Sw. (1788) — Сосна западная, или Сосна эспаньольская, или Сосна западная индианская[2]
- Pinus oocarpa Schiede (1838) — Сосна яйцеплодная, или Сосна мужская

## P
- Pinus palustris Mill. (1768) — Сосна болотная, или Сосна длиннохвойная[2]
- Pinus parviflora Siebold & Zucc. (1842) — Сосна мелкоцветковая, или Сосна мелкоцветная, или Сосна малоцветковая, или Сосна белая японская
- Pinus patula Schiede ex Schltdl. & Cham. (1831) — Сосна жёлтая мексиканская, или Сосна поникающая, или Сосна мексиканская плакучая[2][4]
- Pinus peuce Griseb. (1846) — Сосна балканская
- Pinus pinaster Aiton (1789) — Сосна приморская
- Pinus pinceana Gordon (1858)
- Pinus pinea L. (1753) — Пиния, или Сосна итальянская
- Pinus ponderosa Douglas ex C.Lawson (1836) — Сосна жёлтая, или Сосна тяжёлая[4]
- Pinus praetermissa Styles & McVaugh (1990)
- Pinus pringlei Shaw (1905) — Сосна Прингла
- Pinus pumila (Pall.) Regel (1859) — Сосна стелющаяся, или Кедровый стланик
- Pinus pungens Lamb. (1806) — Сосна колючая[3]

## Q
- Pinus quadrifolia Parl. ex Sudw. (1897) — Сосна четырёххвойная

## R
- Pinus radiata D.Don (1836) — Сосна лучистая[3]
- Pinus reflexa (Engelm.) Engelm. (1882)
- Pinus remota (Little) D.K.Bailey & Hawksw. (1979) — Сосна панцирная
- Pinus resinosa Aiton (1789) — Сосна смолистая[3]
- Pinus ×rhaetica Brügger (1886) [Pinus uncinata × Pinus sylvestris]
- Pinus rigida Mill. (1768) — Сосна жёсткая, или Сосна скипидарная[2]
- Pinus roxburghii Sarg. (1897) — Сосна Роксбурга, или Сосна длиннохвойная[2][4]
- Pinus rzedowskii Madrigal & M.Caball. (1969) — Сосна Ржедовского

## S
- Pinus sabiniana Douglas (1832) — Сосна Сэйбина, или Сосна серая, или Сосна Сабина[2]
- Pinus serotina Michx. (1803) — Сосна поздняя, или Сосна озёрная[2]
- Pinus sibirica Du Tour (1803) — Сосна сибирская, или Сибирский кедр
- Pinus ×sondereggeri H.H.Chapm. ex Sudw. (1927) [Pinus palustris × Pinus taeda]
- Pinus squamata X.W.Li (1992) — Сосна чешуйчатая
- Pinus strobiformis Engelm. (1848) — Сосна белая юго-западная, или Сосна белая чихуахуаская
- Pinus strobus L. (1753) — Сосна веймутова, или Сосна белая восточная[4]
- Pinus stylesii Frankis ex Businský (2008)
- Pinus sylvestris L. (1753) — Сосна обыкновенная

## T
- Pinus tabuliformis Carrière (1867) — Сосна красная китайская, или Сосна масличная[2]
- Pinus taeda L. (1753) — Сосна ладанная[3]
- Pinus taiwanensis Hayata (1911) — Сосна тайваньская
- Pinus tecunumanii F.Schwerdtf. ex Eguiluz & J.P.Perry (1983)
- Pinus teocote Schiede ex Schltdl. & Cham. (1830) — Сосна теокотская, или Сосна окотская
- Pinus thunbergii Parl. (1868) — Сосна Тунберга
- Pinus torreyana Parry ex Carrière (1855) — Сосна Торри, или Сосна Торрея[2]
- Pinus tropicalis Morelet (1885) — Сосна тропическая

## U
- Pinus uncinata Ramond ex DC. (1805) — Сосна крючковатая

## V
- Pinus veitchii Roezl (1857)
- Pinus virginiana Mill. (1768) — Сосна виргинская

## W
- Pinus wallichiana A.B.Jacks. (1938) — Сосна веймутова гималайская, или Сосна Уоллича, или Сосна Валлиха[4]
- Pinus wangii Hu & W.C.Cheng (1948) — Сосна гуандунская

## Y
- Pinus yunnanensis Franch. (1899) — Сосна юньнаньская